# Serapias halicarnassia
Serapias halicarnassia är en orkidéart som först beskrevs av Helmut Baumann och Siegfried Künkele, och fick sitt nu gällande namn av Pierre Delforge. Serapias halicarnassia ingår i släktet Serapias och familjen orkidéer.
Artens utbredningsområde är Turkiet. Inga underarter finns listade i Catalogue of Life.